# Jean-Louis Leca
Jean-Louis Leca (Bastia, 21 september 1985) is een Franse doelman in het betaald voetbal. Hij verruilde Ajaccio in juli 2018 transfervrij voor RC Lens.

## Clubcarrière
Leca speelde in de jeugd van Furiani-Agliani tot hij werd opgenomen in de jeugdopleiding van Bastia. Hij werd in het seizoen 2004/05 bij de selectie van het eerste elftal gehaald. Hier ging hij dienen als reservedoelman achter Nicolas Penneteau. Dat bleef ook de volgende jaren zo.
Leca verruilde Bastia in juli 2008 voor Valenciennes. Dat was een stap van de Ligue 2 naar de Ligue 1, maar zijn speelgelegenheid werd nog minder. Ook hier was hij vrijwel zijn gehele verblijf bij de club reserve achter diezelfde Penneteau. En toen die in 2009/10 een half jaar geblesseerd afwezig was, kreeg Guy N'dy Assembé de voorkeur in het doel.
Leca keerde in juli 2013 transfervrij terug naar Bastia. Hier was hij in 2013/14 de stand-in van Mickaël Landreau en in 2014/15 die van Alphonse Aréola. Nadat die allebei waren vertrokken, promoveerde coach Ghislain Printant Leca tot eerste doelman van Bastia. Hij stond in de twee seizoenen die volgden 68 wedstrijden in het doel. Daarbij kon hij in 2016/17 niet voorkomen dat Bastia degradeerde naar de Ligue 2. Leca ging ook een niveau lager spelen, maar dan voor Ajaccio. Hiermee haalde hij in 2017/18 de finale van de play-offs voor promotie naar de Ligue 1. Toulouse was daarin twee keer de betere.
Leca stapte in juli 2018 over naar RC Lens, waar hij ook eerste doelman werd. Ook hiermee bereikte hij de finale van de play-offs voor promotie naar de Ligue 1, maar nu lag Dijon dwars. Die promotie kwam er in 2019/20 dan toch, rechtstreeks via de tweede plaats in Ligue 2. Leca keepte daarna weer twee jaar op het hoogste niveau, hoewel Wuilker Faríñez in 2021/22 ook regelmatig de voorkeur kreeg. Lens kocht in juli 2022 vervolgens Brice Samba als nieuwe eerste doelman, waarna Leca en Faríñez allebei reserve werden.